# Округ Пајпстон (Минесота)
Пајпстон (енгл. Pipestone County) је округ у америчкој савезној држави Минесота.

## Демографија
По попису из 2010. године број становника је 9.596, што је 299 (-3,0%) становника мање него 2000. године.
| Група             | 2000.         | 2010.         |
| Белци             | 9.538 (96,4%) | 8.880 (92,5%) |
| Афроамериканци    | 17 (0,2%)     | 56 (0,6%)     |
| Азијати           | 46 (0,5%)     | 69 (0,7%)     |
| Хиспаноамериканци | 69 (0,7%)     | 355 (3,7%)    |
| Укупно            | 9.895         | 9.596         |